# Pan African Football Sport Club
El Pan African Football Sport Club és un club tanzà de futbol de la ciutat de Dar es Salaam. Els seus colors són el blau i el groc.

## Palmarès
- Lliga tanzana de futbol:[3]
  - 1982, 1988
- Copa tanzana de futbol:[4]
  - 1978, 1979, 1981